# Coccophagus desantisi
Coccophagus desantisi is een vliesvleugelig insect uit de familie Aphelinidae. De wetenschappelijke naam is voor het eerst geldig gepubliceerd in 1981 door Fidalgo.